# Josef Pühringer
Josef Pühringer (Traun, 30 ottobre 1949) è un politico austriaco, Landeshauptmann del Land dell'Alta Austria dal 1995 al 2017.

## Biografia
Josef Pühringer () è nato il 30 ottobre 1949 da Josef e Maria Pühringer, mastri sarti di Traun. Nel 1970 ha conseguito la maturità scientifica presso l'Oberstufenrealgymnasium della diocesi Linz e nel 1976 si è laureato in giurisprudenza all'Università "Johannes Kepler" di Linz. Durante gli anni universitari ha lavorato come insegnante di religione.
Terminata la carriera universitaria è stato assunto come impiegato della Ripartizione cultura presso gli uffici del governo dell'Alta Austria.

### Carriera politica
Dal 1973 ha preso parte attivamente alla vita politica comunale di Traun, eletto come consigliere comunale. Dal novembre 1985 all'aprile 1988 è stato vicesindaco di Traun.
All'interno del proprio partito ha ricoperto più volte il ruolo di Obmann di vari organi: tra il 1974 e il 1983 della sezione giovanile della ÖVP dell'Alta Austria; dal 1981 al febbraio 1995 della ÖVP di Traun; dal 1984 al 1995 della ÖVP del Distretto Linz-Land; dal febbraio 1995 della OÖVP. Nel giugno 1986 è stato eletto segretario della ÖVP del Land e nell'ottobre 1979 deputato del Landtag; ha lasciato entrambi i ruoli nel dicembre 1987, quando è diventato Landesrat del governo Ratzenböck III. Dal 2 marzo 1995 è Landeshauptmann dell'Alta Austria.